# Athena Tacha

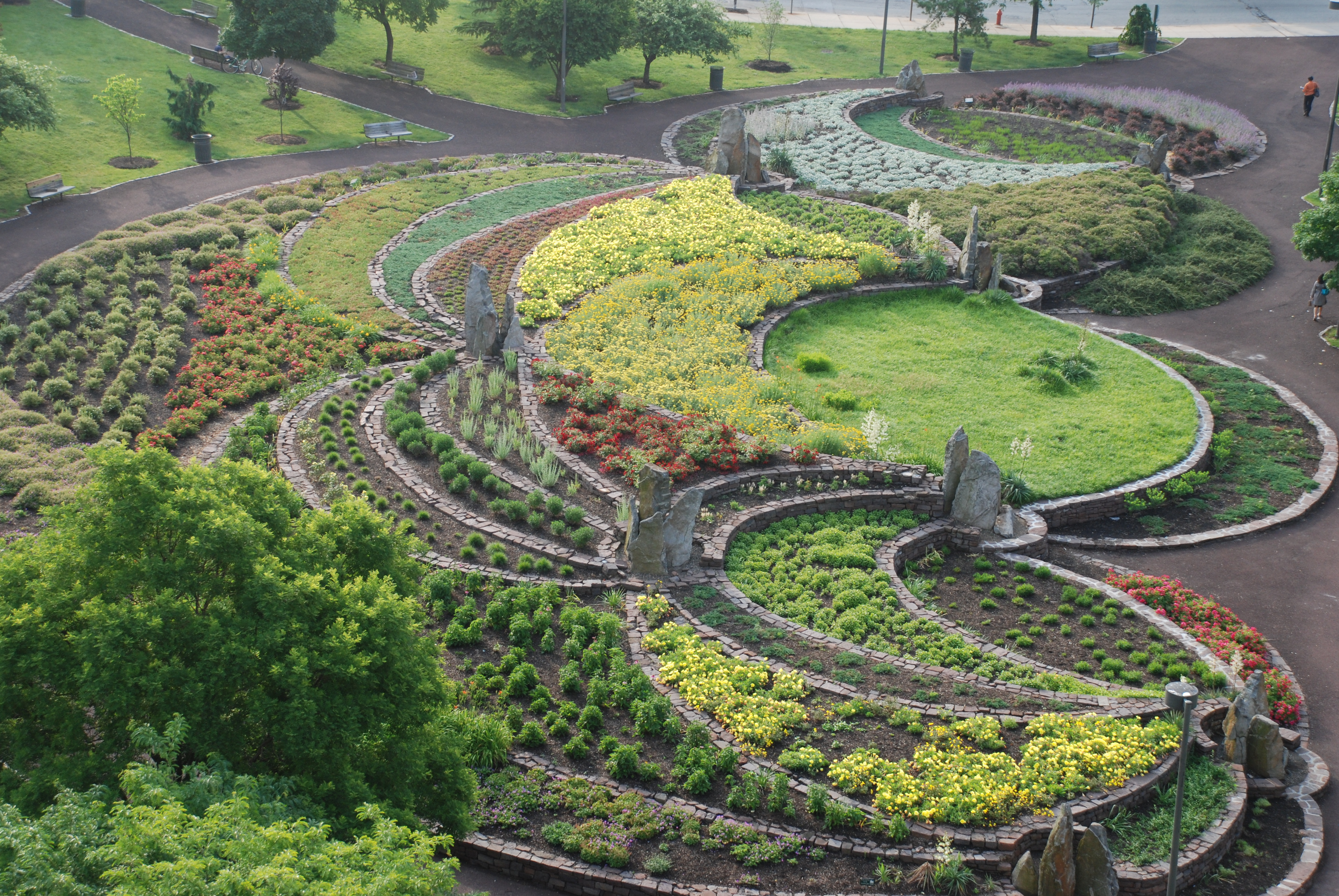
Athena Tacha: Connections, Philadelphia, realizace 1981–92, (letecká fotografie: Jim Fennell, 2009)

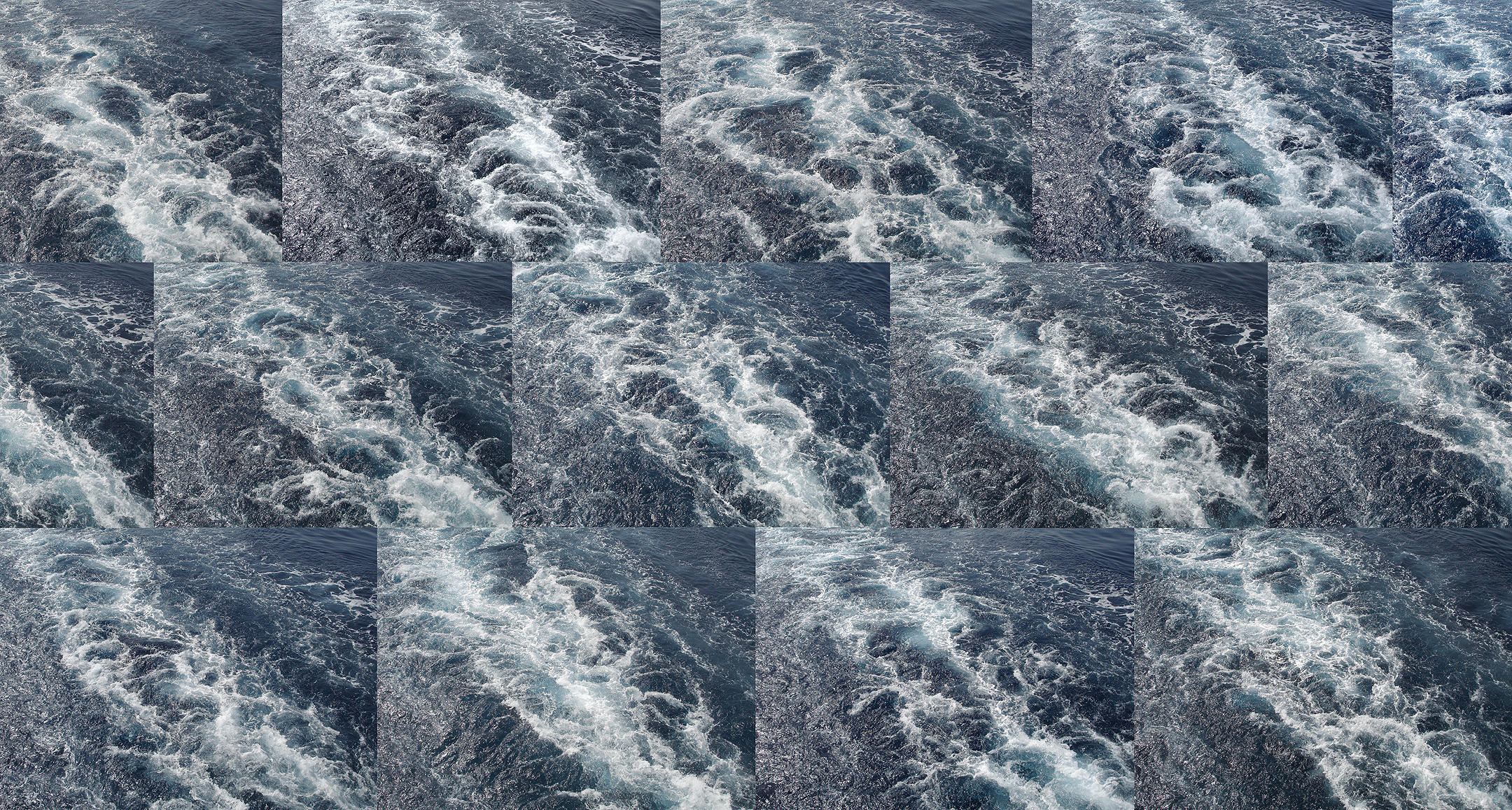
Athena Tacha: Crossing – Korsika (2007), digichrom, 30"x54", Courtesy Marsha Mateyka Gallery, Washington

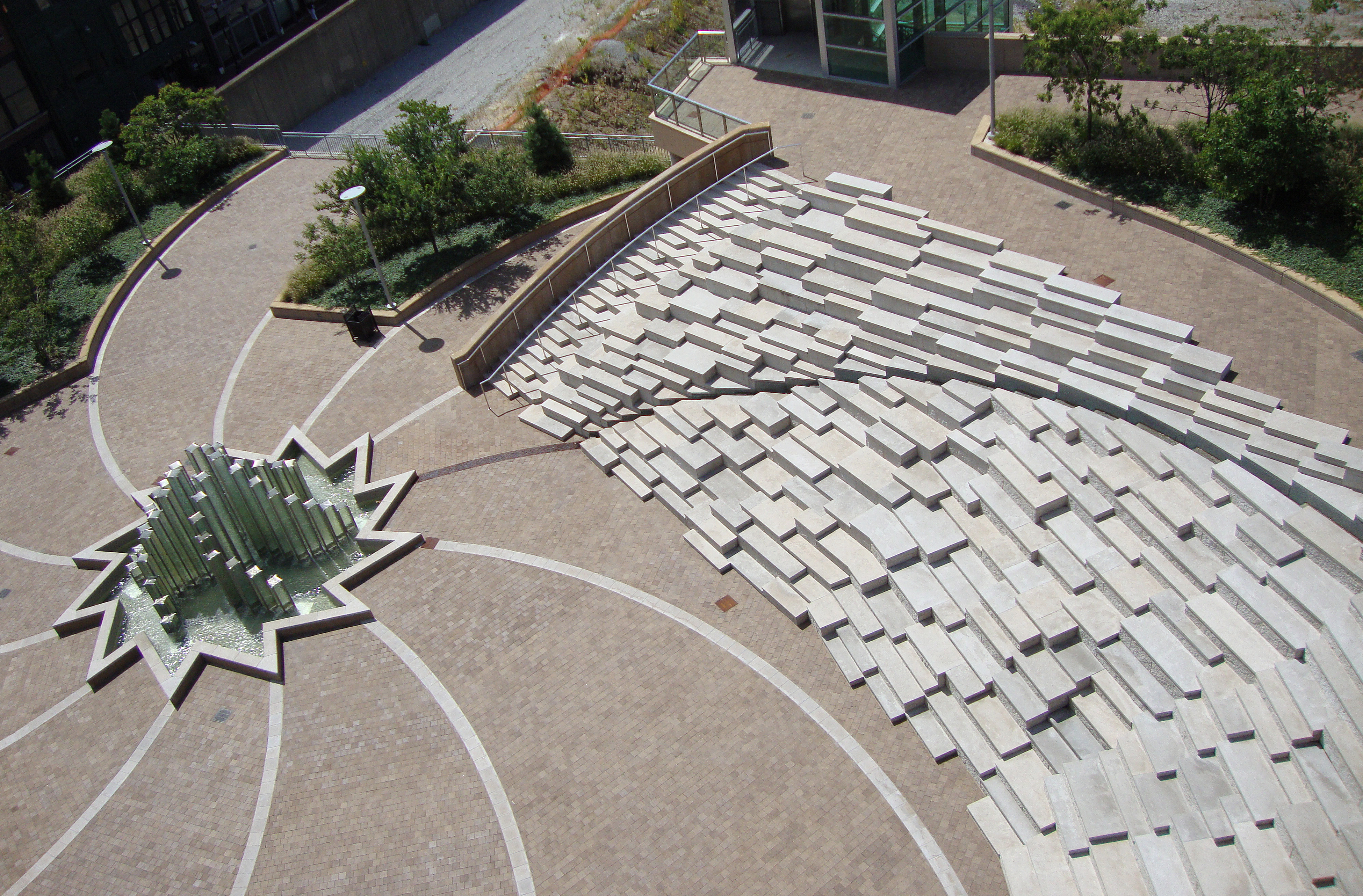
Athena Tacha, amfiteátr Dancing Steps a Star Fountain (letecký pohled), Muhammad Ali Plaza, Louisville, KY

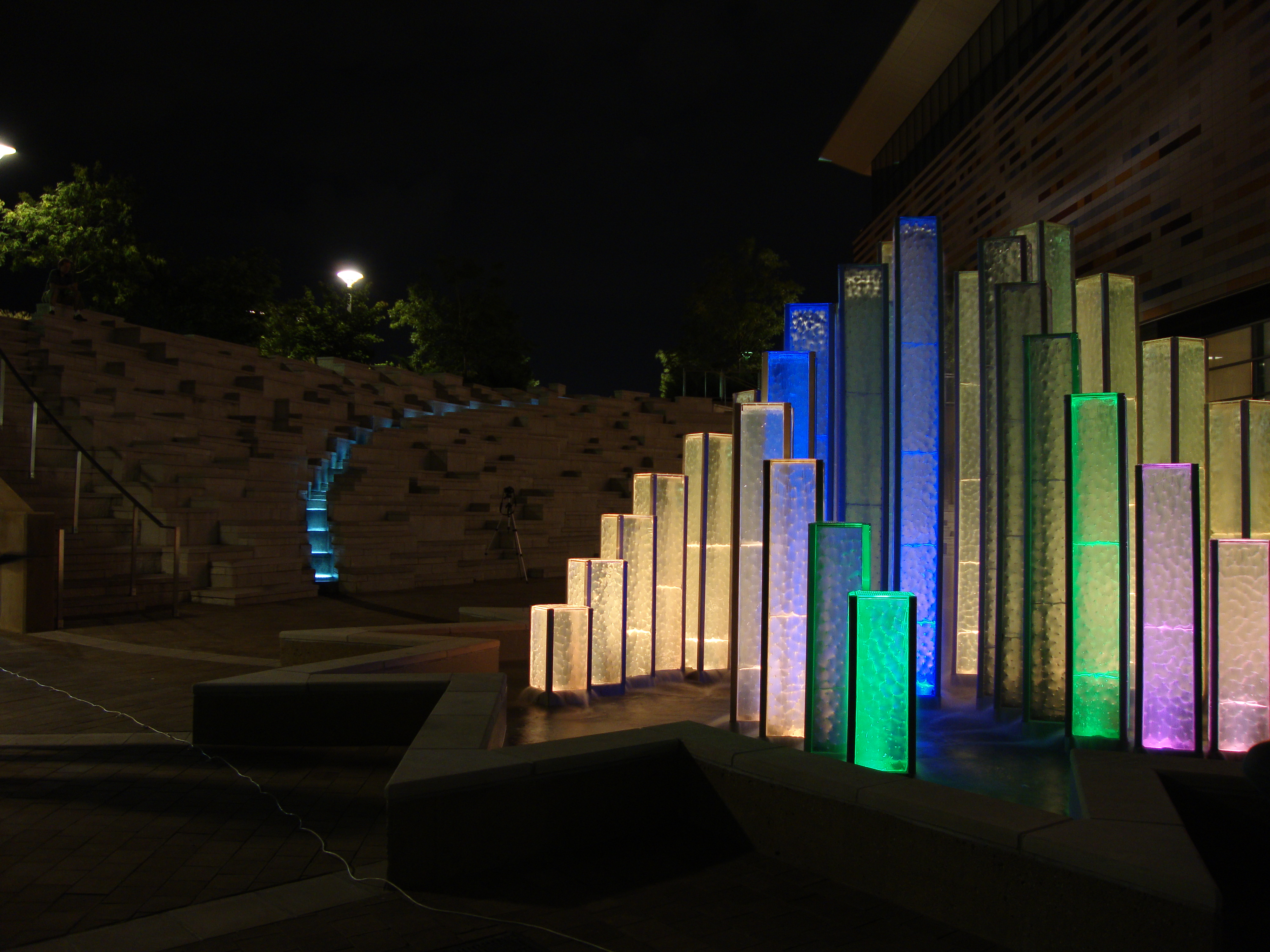
Athena Tacha, Star Fountain v noci (7. RGB animace), Muhammad Ali Center Plaza, Louisville, KY (foto: Richard Spear)

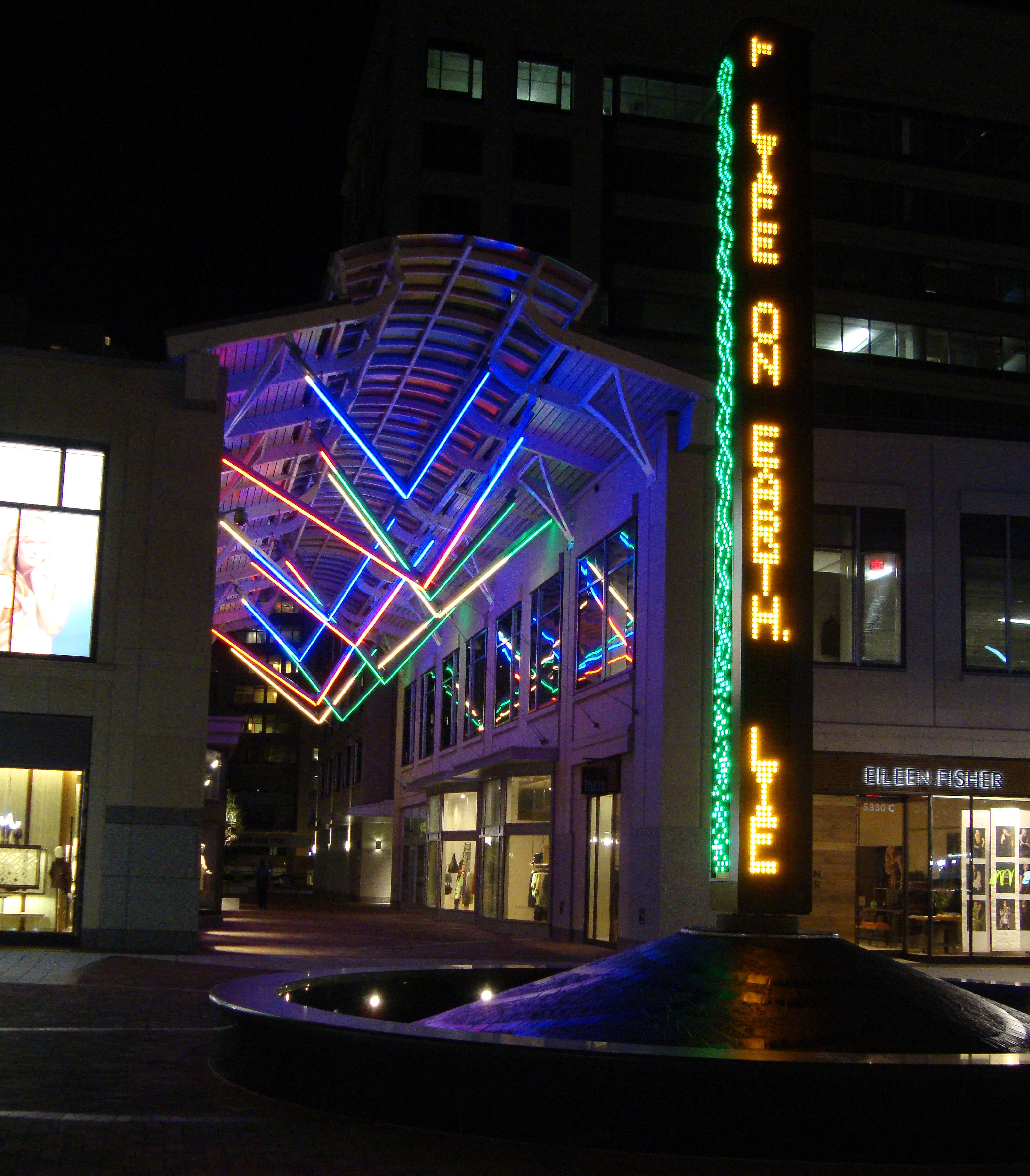
Athena Tacha, Light Obelisk Fountain s arkádou Light Riggings (4. RGB animace), Wisconsin Place, Bethesda, DC/MD (foto: Richard Spear)

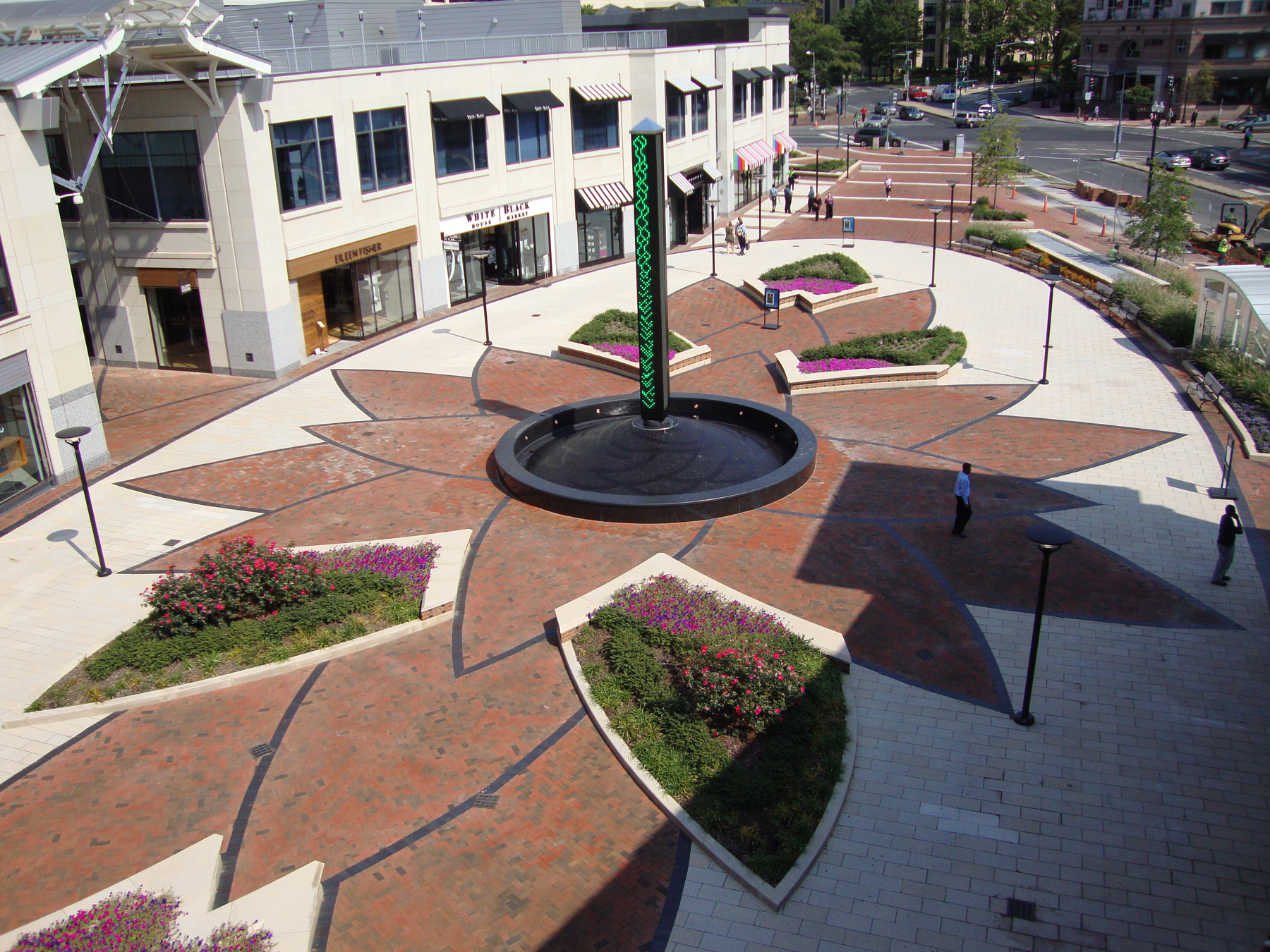
Athena Tacha, Friendship Plaza s Light Obelisk Fountain (letecký pohled), Wisconsin Place, Bethesda, DC/MD (foto: Richard Spear)

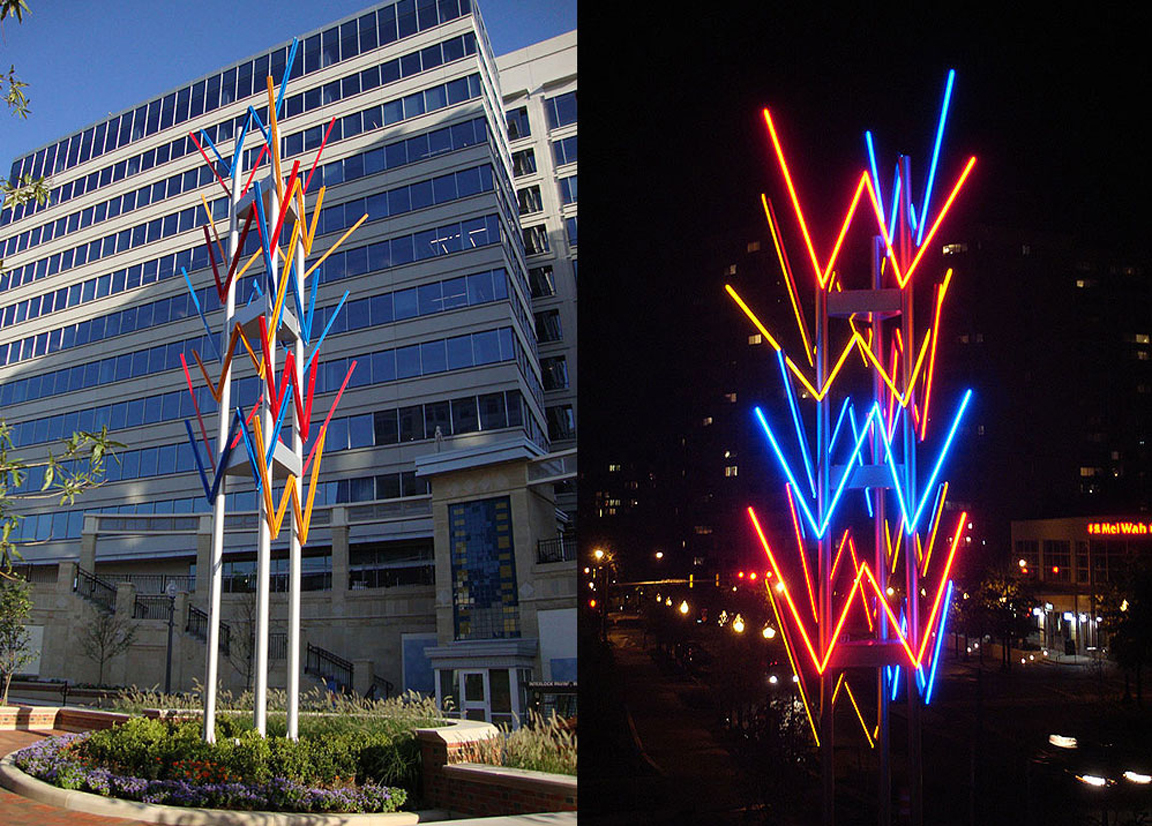
Athena Tacha: WWW-Tower", den a noc (s LED-diodami), Wisconsin Place, Bethesda, DC/MD (foto: Richard Spear)

Athena Tacha (* 23. dubna 1936 Larissa, Řecko) je nejznámější svou činností v oblasti vytváření soch v přírodě (land artu) a v konceptuálním umění, ale pracuje také s fotografií, filmem a knihami umělců. Nejlépe se charakterizovala ve svém filozofickém díle Rhythms as Form (Rytmy jako forma), které poprvé zveřejnila v Landscape Architecture v květnu 1978.

## Životopis
Tacha se narodila v roce 1936 v Řecku.
Získala magisterský titul z oboru sochařství na athénské škole výtvarných umění v Řecku, další titul má z Oberlin College, Oberlin, Ohio, a doktorát z estetiky získala na Sorbonne v Paříži (1963). Po ukončení studia působila jako kurátorka moderního umění v Allenově Muzeu umění v Oberlin College, pořádala výstavy současného umění (včetně Art In The Mind, 1970), a publikovala jako A. T. Spear dvě knihy a řadu článků o Auguste Rodinovi, Brancusim, Nadelmanovi a dalších sochařích 20. století. V roce 1965 si vzala historika umění Richarda E. Speara. Od roku 1973 do roku 2000 byla profesorkou sochařství na Oberlin College. Od roku 1998 působila na pobočce University of Maryland, College Park a žije ve Washingtonu.

## Dílo
Byla jedním z prvních umělců, kdo na začátku 70. let rozvíjel obor environmentálního site-specific (specifický pro vazebné místo) sochařství, vyhrála více než padesát soutěží pro umělecké ztvárnění prostoru nebo umístění díla, z nichž skoro čtyřicet bylo provedeno po celém území USA, například celého bloku parku v centru Philadelphie, Pennsylvania. Měla šest samostatných výstav v New Yorku – na Zabriskie Gallery, Max Hutchinson Gallery, Franklin Furnace, Foundation for Hellenic Studies nebo Kouros Gallery – k tomu vystavovala na mnoha skupinových výstavách po celém světě, včetně Benátského bienále). Současně, produkovala skupina textových a fotografických konceptuálních děl, z nichž mnohé byly publikovány jako umělecké knihy.
V roce 1989 proběhla retrospektiva autorky s více než 100 sochami, kresbami a konceptuálními fotografiemi v High Museum of Art v Atlantě. Ve stejném roce měla výstavu nových prací, přes 50 soch a kreseb, k tomu dvě velké dočasné instalace na Cleveland Center for Contemporary Art. Její nejnovější samostatná výstava Small Wonders: New Sculpture and Photoworks (Malé zázraky: Nové sochařství a fotografická díla na Americké univerzitě v Katzen Arts Center, Washington, 2006, měl plně ilustrovaný katalog s eseji Anne Ellegood a Brenda Brown.
Tacha se posléze odstěhovala do Washingtonu, kde měla dvě samostatné výstavy v Galerii Marsha Mateyka Gallery (2004 a 2008).
Retrospektivní výstava posledních 40. let (přes 100 děl) Athena Tacha: From the Public to the Private (Athena Tacha: Od veřejného k soukromému) slavnostně zahájila provoz centra současného umění (State Museum of Contemporary Art) v Soluni, Řecko na začátku roku 2010. Výstava představila poprvé všechny aspekty umění Tachy – od velkých venkovních instalací, přes „body sculptures“ (živé sochy) a fotografická díla ke konceptuálnímu umění a filmům – s dvojjazyčným katalogem. Výstava během roku 2010 cestovala do Larissy a Atén.
Její sochy a fotografická díla jsou součástí celé řady amerických muzeí a soukromých sbírek, například Albright-Knox Art Gallery, Cleveland Museum of Art, Hirshhorn Museum, Nelson-Atkins Museum of Art, Smithsonian American Art Museum nebo Agnes Gund Collection.

### Poslední uskutečněné zakázky (2001-09)
- Victory Plaza, 2000–02, náměstí o ploše 40000 m² s fontánami umístěnými před společností American Airlines Center (ve spolupráci s firmou SWA), Dallas, Texas

- STOP & GO: to Garrett Augustus Morgan, 2001–04, náměstí pro Metrorail's Morgan Blvd. Station, Washington, DC

- Hearts Beat, 2002–04, 350 metrů dlouhý „nebeský most“ svítících LED diod mezi stanicí metra Grosvenor a Hudebním centrem Strathmore, N. Bethesda, Maryland.

- Riding with Sarah and Wayne, 2004–06, jednu míli dlouhá trať pro lehké vozíky, Newark, New Jersey.

- Waterlinks II, 2006–08, žulový vodopád o velikosti 16x28 stop v obchodní škole University of Wisconsin, Madison, Wisconsin.

- Amfiteátr a dvě fontány[8] pro Muhammad Ali Center Plaza (cca 5000 m²), 2002–09, ve spolupráci s EDAW, AGA a Color Kinetics, Louisville, KY.[9]

- Chdoník s Light Obelisk Fountain před Bloomingdale; pasáž Light Riggings, s RGB animací; a socha z LED-diod  WWW-Tower, 2001–09 – ve spolupráci s Arrowstreet Inc., CRJA a Art Display Co. – pro Wisconsin Place, 5 m² rozvoj stanice metra Friendship Heights, Bethesda, Maryland.

### Knihy, katalogy a články
Knihy o dílech A. Tachy:
- Athena Tacha: Public Sculpture (1982), with introductory essays by Ellen H. Johnson and Theodore Wolff
- Forms of Chaos: Drawings by Athena Tacha (1988)
- Elizabeth McClelland, Cosmic Rhythms: Athena Tacha's Public Sculpture (1998),[10] in conjunction with an exhibition of the same title at the Beck Center for the Arts in Cleveland
- Dancing in the Landscape: The Sculpture of Athena Tacha (2000), with an introduction by Harriet Senie and over 200 color reproductions.[11]

Samostatné výstavy, katalogy
- Athena Tacha: Public Works, 1970–88 (2009), předmluva, text: Catherine M. Howett a John Howett, High Museum of Art, Atlanta, GA[12]
- Athena Tacha: New Works, 1986–89 (1989), Cleveland Center for Contemporary Art, předmluva, text: Thalia Gouma-Peterson[13]
- Athena Tacha: Small Wonders – New Sculptures and Photoworks (2006), předmluva, text: Anne Ellegood a Brenda Brown, American University Museum, Katzen Arts Center, Washington, DC, Sept.6-Oct.29, 2006[14]
- Athena Tacha: From Public to Private (2010), dvojjazyčný katalog 40. retrospektivy, předmluva, text: Katerina Koskina a Syrago Tsiara, CACT (State Museum of Modern Art), Thessaloniki, Greece[15]

U příležitosti několika výstav Tachy v New Yorku byly vydány ilustrované katalogy – Massacre Memorials (Max Hutchinson, 1984), předmluva, text: Lucy Lippard; Vulnerability: New Fashions (Franklin Furnace, 1994), konceptuální umělecké dílo s kritikou módního průmyslu; Athena Tacha: Shields and Universes (Foundation for Hellenic Culture, 2001).
Rozsáhlé články o díle Tachy byly otištěny v Landscape Architecture (květen 1978 & March 2007), Artforum (leden 1981), Arts Magazine (říjen 1988), Art News (září 1991) a Sculpture (červen 1987, listopad 2000 a říjen 2006).